# 1830 في فرنسا
فيما يلي قوائم الأحداث التي وقعت خلال عام 1830 في فرنسا.

## سياسة

### تعيين في المنصب
- 31 يوليو – لويس فيليب الأول head of government of France ‏.
- 11 أغسطس – ماتيو موليه وزير الشؤون الخارجية  [لغات أخرى]‏.
- 2 نوفمبر – جاك لافيت رئيس الوزراء الفرنسي، head of government of France ‏.

### انتهاء فترة المنصب
- 16 يونيو – فرانسوا جيزو نائب فرنسي.
- 29 يوليو – جول دو بوليناك رئيس الوزراء الفرنسي، head of government of France ‏.
- 2 نوفمبر – لويس فيليب الأول head of government of France ‏.
- 2 نوفمبر – ماتيو موليه وزير الشؤون الخارجية  [لغات أخرى]‏.

## ظهور
- 1 يناير – الجلد المسحور رواية من تأليف أونوريه دي بلزاك.
- 1 يناير – الحرية تقود الشعب

## مواليد

### مايو
- 17 مايو – فريديريك ويبر[1]
- 20 مايو – هيكتور مالو كاتب فرنسي.[2]
- 29 مايو – لويز ميشيل[3]

### سبتمبر
- 8 سبتمبر – فردريك ميسترال[4]

## وفيات

### مايو
- 16 مايو – جوزيف فورييه (مواليد 1768)[5]

### أغسطس
- 24 أغسطس – لويس جون بيير (مواليد 1748)